# Ctenolophus spiricola
Espèce
Synonymes
- Acanthodon spiricola Purcell, 1903
- Idiops spiriferus  Roewer, 1942

Ctenolophus spiricola est une espèce d'araignées mygalomorphes de la famille des Idiopidae.

## Distribution
Cette espèce est endémique du Cap-Oriental en Afrique du Sud,.

## Publication originale
- Purcell, 1903 : New South African spiders of the families Migidae, Ctenizidae, Barychelidae Dipluridae, and Lycosidae. Annals of the South African Museum, vol. 3, p. 69-142 (texte intégral).